# Barbourula busuangensis
Barbourula busuangensis är en groddjursart som beskrevs av Taylor och Noble 1924. Barbourula busuangensis ingår i släktet Barbourula och familjen Bombinatoridae. IUCN kategoriserar arten globalt som sårbar. Inga underarter finns listade.

## Bildgalleri

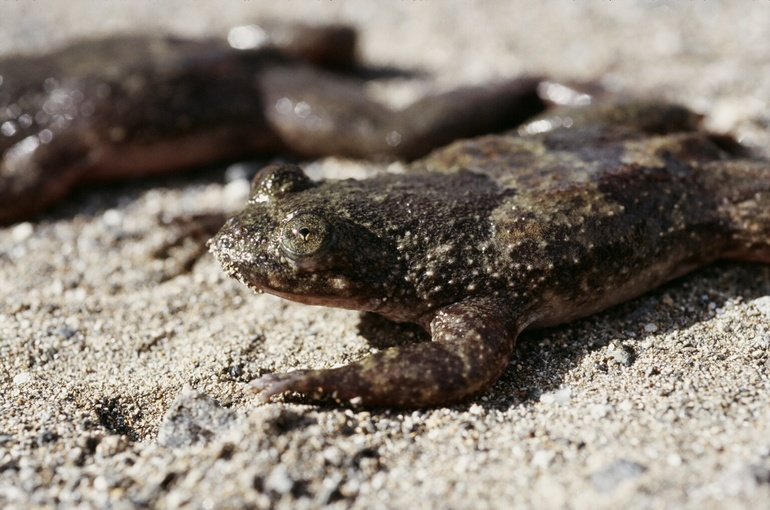
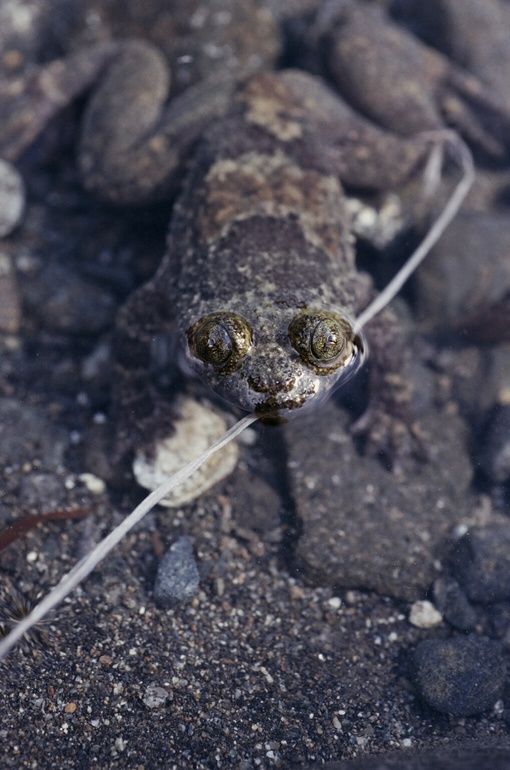
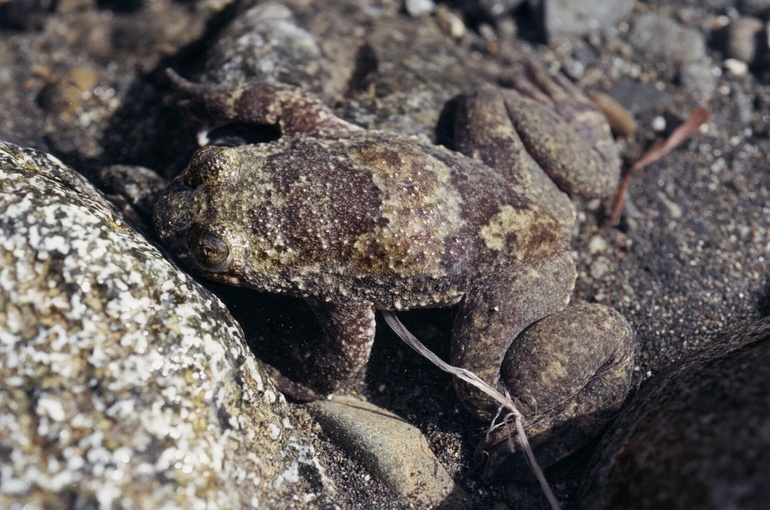